# رکن‌الدین همایون‌فرخ
رکن‌الدین همایون‌فرخ (مهر ۱۲۹۷ – بهمن ۱۳۷۹) پژوهشگر ایرانیِ حوزه ایران‌شناسی و ادبیات فارسی است.

## زندگی
رکن‌الدین همایون‌فرخ در سال ۱۲۹۷ در تهران زاده شد. وی از خاندان شیبانی ایران بود. جد او ابونصر فتح‌الله خان شیبانی شاعر و نویسنده بزرگ دوران قاجار بود و پدرش عبدالرحیم همایون‌فرخ نیز از استادان ادبیات فارسی به شمار می‌رفت. در چهارده سالگی به نظم شعر پرداخت و نخستین اثر نظمش را در شانزده سالگی به نام سوز دل منتشر کرد. از ۱۳۲۰ به کار نویسندگی پرداخت. همچنین روزنامه رخ را منتشر کرد.
همایون‌فرخ پس از طی تحصیلات ابتدایی و متوسطه در تهران و ارومیه به آمریکا رفت و درجه دکترای خود را در رشته ایران‌شناسی و هنر با پایان‌نامه‌ای دربارهٔ هشت هزار سال شعر ایرانی دریافت کرد. وی با مسافرت به فرانسه و ایتالیا اطلاعات خود را در رشته‌های هنر و ایران‌شناسی گسترش داد. او به تصحیح و شرح حال شاعرانی که نامشان در محافل ادبی زمان مهجور مانده‌بود پرداخت. وی بیش از ۵۲ اثر تحقیقی از خود به جای گذاشت. وی در بهمن ۱۳۷۹ در گذشت و در بهشت زهرای تهران قطعه ۷۹، ردیف ۱۷۳، شماره ۱۰ به خاک سپرده شد.

## آثار
- دیوان اثیرالدین آخسیکتی، رکن الدین همایون فرخ، تهران: اساطیر
- سهم ایرانیان در پیدایش و آفرینش خط در جهان، رکن الدین همایون فرخ، تهران: اساطیر
- تذکره تحفه سامی، سام میرزای صفوی، رکن الدین همایون فرخ (مصحح)، تهران: اساطیر
- «فرهنگ مصطلحات خاص در شعر و شاعری» (۳۳۱۶ اصطلاح خاص در شعر ۴۱۷ تن از شاعران)
- تاریخ ۸۰۰۰ سال شعر ایرانی
- پژوهشی نو پیرامون شاهنامه فردوسی
- تصوف و عرفان
- مهرها و نشانه‌های ایران باستان
- اسناد و مکاتبات تاریخی
- همایون‌نامه
- سیر تحول و تکامل خط فارسی دری
- حافظ خراباتی در ۸ جلد
- فردوسی و سلطان محمود غزنوی در دو جلد

تصحیح دیوان عماد فقیه کرمانی